# Melaneu
Segons la mitologia grega, Melaneu (Melaneus, Μελανεύς en grec antic), va ser un heroi, fill d'Apol·lo.
Casat amb Estratonice, (o segons les versions dels messenis, casat amb Ecàlia) va ser pare d'Èurit i d'Ambràcia, epònima d'aquesta ciutat.
Fou famós per la seua habilitat en el maneig de l'arc, ja que el seu pare n'hi havia ensenyat. Segons la llegenda, Perieres li va assignar una ciutat com a residència, que Melaneu va anomenar Ecàlia, a Messènia, del nom de la seva dona, ciutat sobre la qual regnà. Va ser també rei dels driops i es va apoderar d'Èpir.